# Bogdănești (Briceni)
Bogdăneşti è un comune della Moldavia situato nel distretto di Briceni di 1.293 abitanti al censimento del 2004.

## Località
Il comune è formato dall'insieme delle seguenti località (popolazione 2004):
- Bogdăneşti (509 abitanti)
- Bezeda (560 abitanti)
- Grimeşti (224 abitanti)